# Leptodactylus bolivianus
Espèce
Synonymes
- Leptodactylus romani Melin, 1941

Statut de conservation UICN

 LC  : Préoccupation mineure
Leptodactylus bolivianus est une espèce d'amphibiens de la famille des Leptodactylidae.

## Répartition
Cette espèce se rencontre dans le bassin de l'Amazone :
- en Bolivie ;
- au Brésil ;
- en Colombie ;
- au Pérou ;
- au Venezuela.

## Description

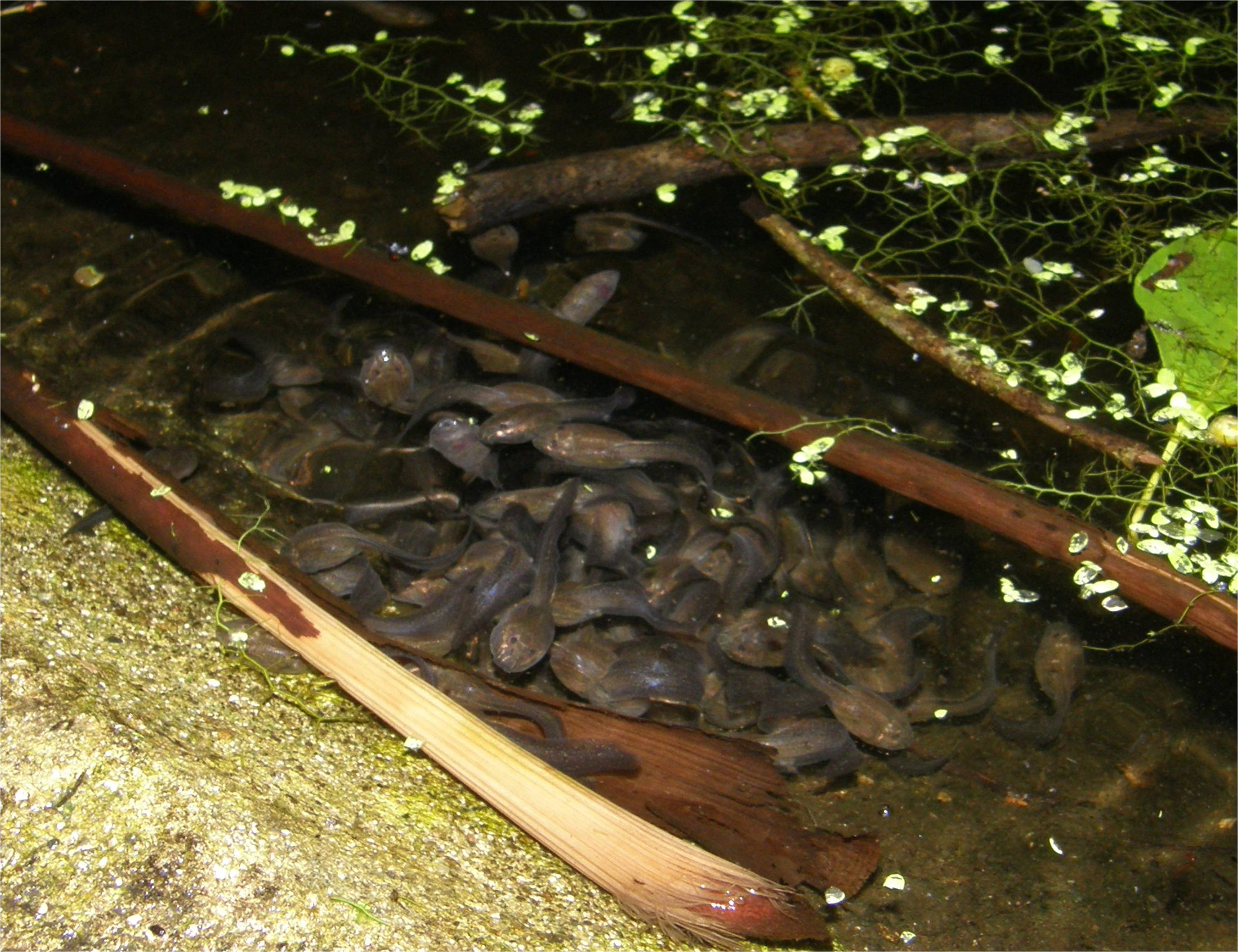
Têtard de Leptodactylus bolivianus

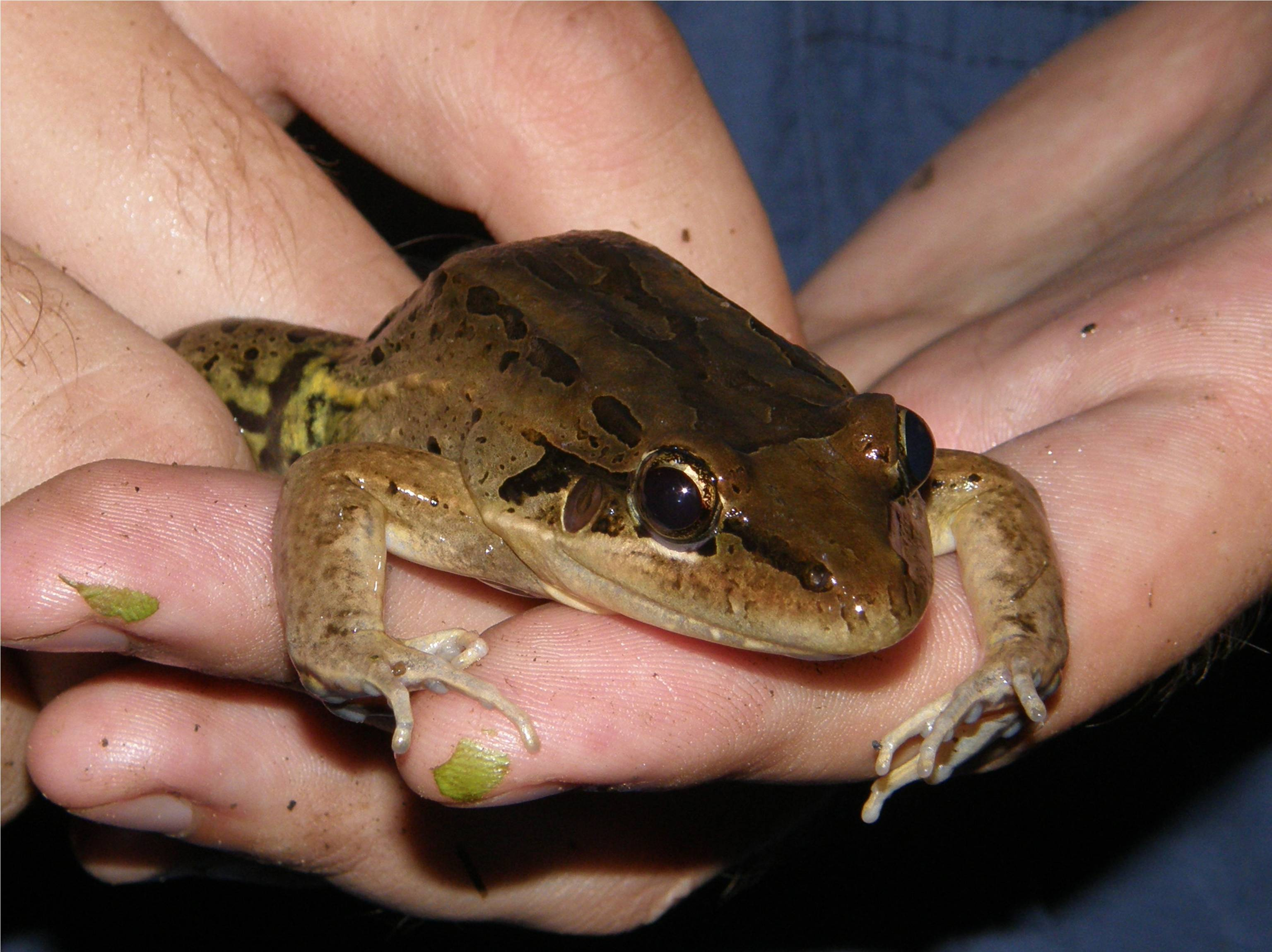
Leptodactylus bolivianus

Leptodactylus bolivianus mesure de 79 à 122 mm pour les mâles et de 61 à 108 mm pour les femelles.

## Taxinomie
Cette espèce a longtemps été confondue avec Leptodactylus insularum et Leptodactylus guianensis.

## Étymologie
Son nom d'espèce lui a été donné en référence à sa localité type, la Bolivie.

## Publication originale
- Boulenger, 1898 : A list of the reptiles and batrachians collected by the late Prof. L. Balzan in Bolivia. Annali del Museo Civico di Storia Naturale di Genova, sér. 2, vol. 19, no 19, p. 128-133 (texte intégral).